# Zalduondo
Zalduondo là một đô thị trong tỉnh Araba (Álava), thuộc Xứ Basque, phía bắc Tây Ban Nha.
Đô thị này cách Victoria 31 km, có diện tích 12,03 km² và dân số là 185 người (INE 2007) với mật độ dân số 15,38 người/km². Mã số bưu chính là 01208. 